# Vĩnh Phước (phường)
Vĩnh Phước là một phường thuộc thành phố Cần Thơ, Việt Nam.

## Địa lý
Phường Vĩnh Phước có vị trí địa lý:
- Phía đông giáp phường Khánh Hòa và phường Vĩnh Châu
- Phía tây giáp xã Lai Hòa
- Phía nam giáp Biển Đông
- Phía bắc giáp xã Hòa Tú và tỉnh Cà Mau.

Phường Vĩnh Phước có diện tích 103,15 km², dân số năm 2024 là 51.897 người, mật độ dân số đạt 503 người/km².

## Lịch sử
Ngày 20 tháng 9 năm 1975, Bộ Chính trị ban hành Nghị quyết số 245-NQ/TW về việc hợp nhất tỉnh Cần Thơ (ngoại trừ huyện Thốt Nốt), tỉnh Sóc Trăng tỉnh Trà Vinh, tỉnh Vĩnh Long thành một tỉnh, tên gọi tỉnh mới cùng với nơi đặt tỉnh lỵ sẽ do địa phương đề nghị lên.
Ngày 20 tháng 12 năm 1975, Bộ Chính trị ban hành Nghị quyết số 19/NQ về việc hợp nhất tỉnh Cần Thơ (bao gồm cả huyện Thốt Nốt của tỉnh Long Xuyên), tỉnh Sóc Trăng thành một tỉnh mới, tên gọi tỉnh mới cùng với nơi đặt tỉnh lỵ sẽ do địa phương đề nghị lên.
Ngày 24 tháng 2 năm 1976, Chính phủ Cách mạng lâm thời Cộng hòa miền Nam Việt Nam ban hành Nghị định số 3/NQ/1976 về việc hợp nhất tỉnh Cần Thơ, tỉnh Sóc Trăng và thành phố Cần Thơ thành một tỉnh mới, lấy tên là tỉnh Hậu Giang.
Ngày 15 tháng 9 năm 1981, Hội đồng Bộ trưởng ban hành Quyết định số 70-HĐBT về việc:
- Chia xã Lai Hòa thuộc huyện Vĩnh Châu thành 4 xã: Hòa Điền, Hòa Hải, Hòa Phước, Lai Hòa.
- Chia xã Vĩnh Phước thuộc huyện Vĩnh Châu thành 7 xã: Vĩnh Bình, Vĩnh Hiệp, Vĩnh Phước, Vĩnh Tân, Vĩnh Thành, Vĩnh Tiến, Vĩnh Tỉnh.

Ngày 16 tháng 9 năm 1989, Hội đồng Bộ trưởng ban hành Quyết định số 128-HĐBT về việc:
- Sáp nhập xã Hòa Phước và xã Hòa Điền vào xã Hòa Hải.
- Sáp nhập xã Vĩnh Thành vào xã Vĩnh Tân.

Sau khi phân vạch địa giới hành chính:
- Xã Vĩnh Phước có 2.778,90 ha diện tích tự nhiên và 9.523 nhân khẩu.
- Xã Vĩnh Tân có 2.835,44 ha diện tích tự nhiên và 6.931 nhân khẩu.

Ngày 7 tháng 12 năm 1990, Ban Tổ chức – Cán bộ của Chính phủ ban hành Quyết định số 547/QĐ-TCCP về việc:
- Sáp nhập 2.493,93 ha diện tích tự nhiên và 8.499 nhân khẩu của xã Vĩnh Tiến mới giải thể vào xã Vĩnh Phước.
- Sáp nhập phần còn lại của xã Hòa Hải mới giải thể bao gồm 2.370,06 ha diện tích tự nhiên và 7.573 nhân khẩu vào xã Vĩnh Tân.

Sau khi phân vạch địa giới hành chính:
- Xã Vĩnh Phước có 5.298,26 ha diện tích tự nhiên và 18.070 nhân khẩu.
- Xã Vĩnh Tân có 5.335,0 ha diện tích tự nhiên và 13.701 nhân khẩu.[10]

Ngày 26 tháng 12 năm 1991, Quốc hội ban hành Nghị quyết về việc chia tỉnh Hậu Giang thành tỉnh Cần Thơ và tỉnh Sóc Trăng.
Ngày 26 tháng 11 năm 2003, Quốc hội ban hành Nghị quyết số 22/2003/QH11 về việc chia tỉnh Cần Thơ thành thành phố Cần Thơ trực thuộc trung ương và tỉnh Hậu Giang.
Ngày 25 tháng 8 năm 2011, Chính phủ ban hành Nghị quyết số 90/NQ-CP về việc:
- Thành lập thị xã Vĩnh Châu thuộc tỉnh Sóc Trăng.
- Thành lập phường Vĩnh Phước thuộc thị xã Vĩnh Châu trên cơ sở toàn bộ 5.103,74 ha diện tích tự nhiên và 23.311 người của xã Vĩnh Phước.
- Xã Vĩnh Tân trực thuộc thị xã Vĩnh Châu.

Tính đến ngày 31/12/2024:
- Phường Vĩnh Phước có 10 khóm: Biển Dưới, Biển Trên, Biển Trên A, Đai Trị, Sở Tại A, Sở Tại B, Tân Qui, Vĩnh Thành, Xẻo Me, Wáth Pích.
- Xã Vĩnh Tân có 11 ấp: Điền Giữa, Năm Căn, Nô Puôl, Nô Thum, Tân Hòa, Tân Nam, Tân Trà, Tham Chu, Trà Vôn A, Trà Vôn B, Xẻo Xu.

Ngày 12 tháng 6 năm 2025, Quốc hội ban hành Nghị quyết số 202/2025/QH15 về việc sắp xếp đơn vị hành chính cấp tỉnh (nghị quyết có hiệu lực từ ngày 12 tháng 6 năm 2025). Theo đó, sáp nhập tỉnh Hậu Giang và tỉnh Sóc Trăng vào thành phố Cần Thơ.
Ngày 16 tháng 6 năm 2025, Ủy ban Thường vụ Quốc hội ban hành Nghị quyết số 1668/NQ-UBTVQH15 về việc sắp xếp các đơn vị hành chính cấp xã của thành phố Cần Thơ năm 2025 (nghị quyết có hiệu lực từ ngày 16 tháng 6 năm 2025). Theo đó, sáp nhập toàn bộ 52,08 km² diện tích tự nhiên, quy mô dân số là 21.105 người của xã Vĩnh Tân vào toàn bộ 51,07 km² diện tích tự nhiên, quy mô dân số là 30.792 người của phường Vĩnh Phước thuộc thị xã Vĩnh Châu, tỉnh Sóc Trăng.
Phường Vĩnh Phước có 103,15 km² diện tích tự nhiên và quy mô dân số là 51.897 người.
Tên gọi Vĩnh Phước được giữ nguyên nhằm tôn vinh truyền thống văn hóa lâu đời của khu vực. Đây là nơi giao thoa giữa các giá trị văn hóa Khmer, Kinh và Hoa, tạo nên một bản sắc độc đáo. Việc sáp nhập không làm mất đi nét đặc trưng này mà còn giúp quảng bá văn hóa Vĩnh Phước ra toàn thành phố.

## Văn hóa

### Giáo dục
- Trường Mầm Non Vĩnh Phước 1
- Trường Tiểu Học Vĩnh Phước 2
- Trường trung học cơ sở và dân tộc nội trú Vĩnh Châu.

### Di tích
- Chùa Serey Kandal là một trong những ngôi chùa Khmer cổ kính, được người dân quanh vùng biết đến, bởi nhiều năm qua, các hoạt động nhân đạo, từ thiện xã hội cũng được nhà chùa quan tâm, thường xuyên tổ chức phát quà, giúp đỡ, ủng hộ những người nghèo, người già neo đơn… Cùng với những công trình mang kiến trúc đậm chất Khmer với các chóp nhọn, họa tiết tinh xảo cùng màu sắc nổi bật. Chùa Serey Kandal hiện nay còn lưu giữ 2 chiếc ghe cổ (cà hâu và phka-cha) [15] được chạm khắc những nét hoa văn nổi thật độc đáo được xem như là báu vật của chùa. [16]
- Thượng Đế Cổ Miếu [17] là nơi gửi gắm niềm tin và đời sống tâm linh của bà con người Hoa. Ngôi miếu được dựng lên từ những người Hoa đầu tiên đặt chân đến vùng đất này. Ban đầu chỉ là những bức tường vôi mộc mạc, qua nhiều lần tu sửa, đến năm 2023, ngôi miếu chính thức được trùng tu toàn diện, trở thành niềm tự hào của cộng đồng người Hoa nơi đây. Mỗi năm, miếu tổ chức bốn lễ cúng lớn, trong đó, lễ tổng kết cuối năm là lễ quan trọng và quy mô nhất. Bên cạnh đó còn có lễ vía vào mùng 3/3 - ngày sinh Đức Phật Tổ và lễ rằm tháng Bảy. Đây là những dịp đặc biệt để bà con cùng nhau sum họp, thắp nén hương, cầu cho quốc thái dân an, gia đạo bình an.